# We Married Margo
We Married Margo es una película independiente de 2000 de comedia dirigida por J. David Shapiro y coescrita por Shapiro y William Dozier. 

## Trama
La película cuenta la historia de dos amigos que estaban casados con la misma mujer y está basada en hechos reales en que Shapiro y Dozier se conocieron después de salir con la misma mujer llamada Margaux.

## Elenco
- Lista de cameos:
- Kevin Bacon
- Tom Arnold
- Maurice Benard
- Dan Cortese
- Cindy Crawford
- Erik Estrada
- Julie Moran
- Rob Moran
- Mark O'Meara
- Payne Stewart
- Victoria Tennant